# Khot, Syunik
Khot là một đô thị thuộc tỉnh Syunik, Armenia. Dân số ước tính năm 2011 là 1039 người.